# Char Dham
Char Dham (Hindi: चार धाम Cār Dhām = „vier Stätten“) ist der Name einer Gruppe von vier hinduistischen Pilgerorten in Indien. Eine Reise zu allen vier Pilgerorten, die auch dhāmans genannt werden, ist für gläubige Hindus ein großes Verdienst. Einige Tempel sind nur für Hindus zugelassen.

## Geografie
Die vier Pilgerorte sind in allen vier Himmelsrichtungen Indiens zu finden und wurden einst von Adi Shankara zu einer sakralen Geographie zusammengefügt, die gleichzeitig in etwa die Außengrenzen des heutigen Indien markieren. So findet sich der Badrinath-Tempel im Norden, der Dwarkadhish-Tempel im Westen, der Jagannath-Tempel im Osten Indiens und der Ramanathaswami-Tempel im Süden des Subkontinents.

## Weihe
Zwei Tempel sind dem hinduistischen Gott Vishnu (Badrinath und Puri), einer dem Gott Shiva (Rameswaram) und einer dem Gott Krishna (Dwarka) geweiht.

## Siehe auch

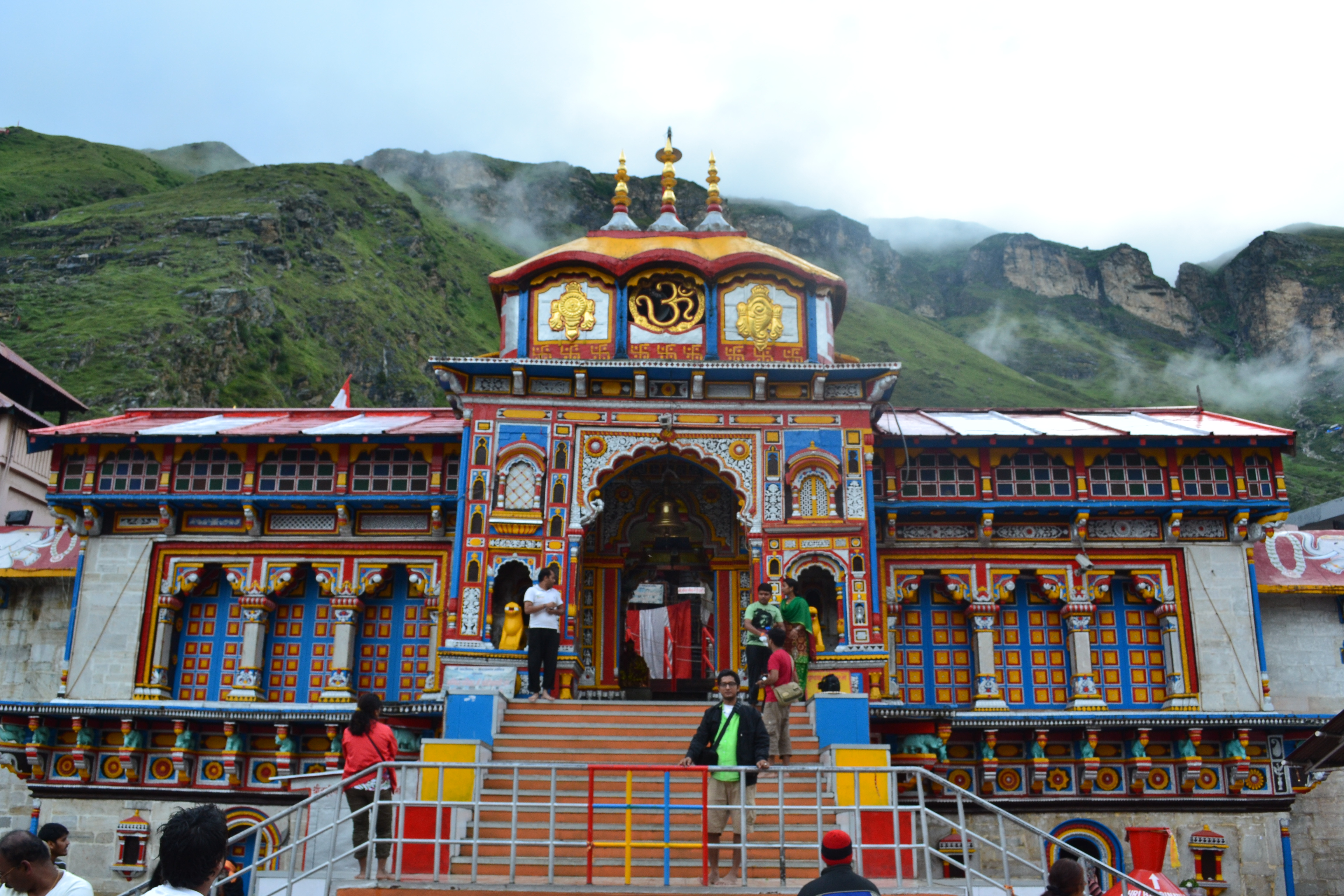
Badrinath-Tempel in Badrinath
Dwarkadhish-Tempel in Dwarka
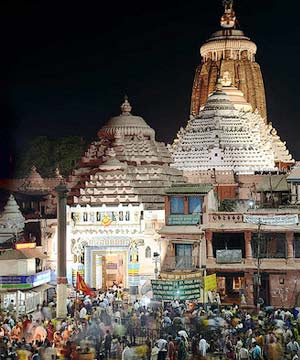
Jagannath-Tempel in Puri
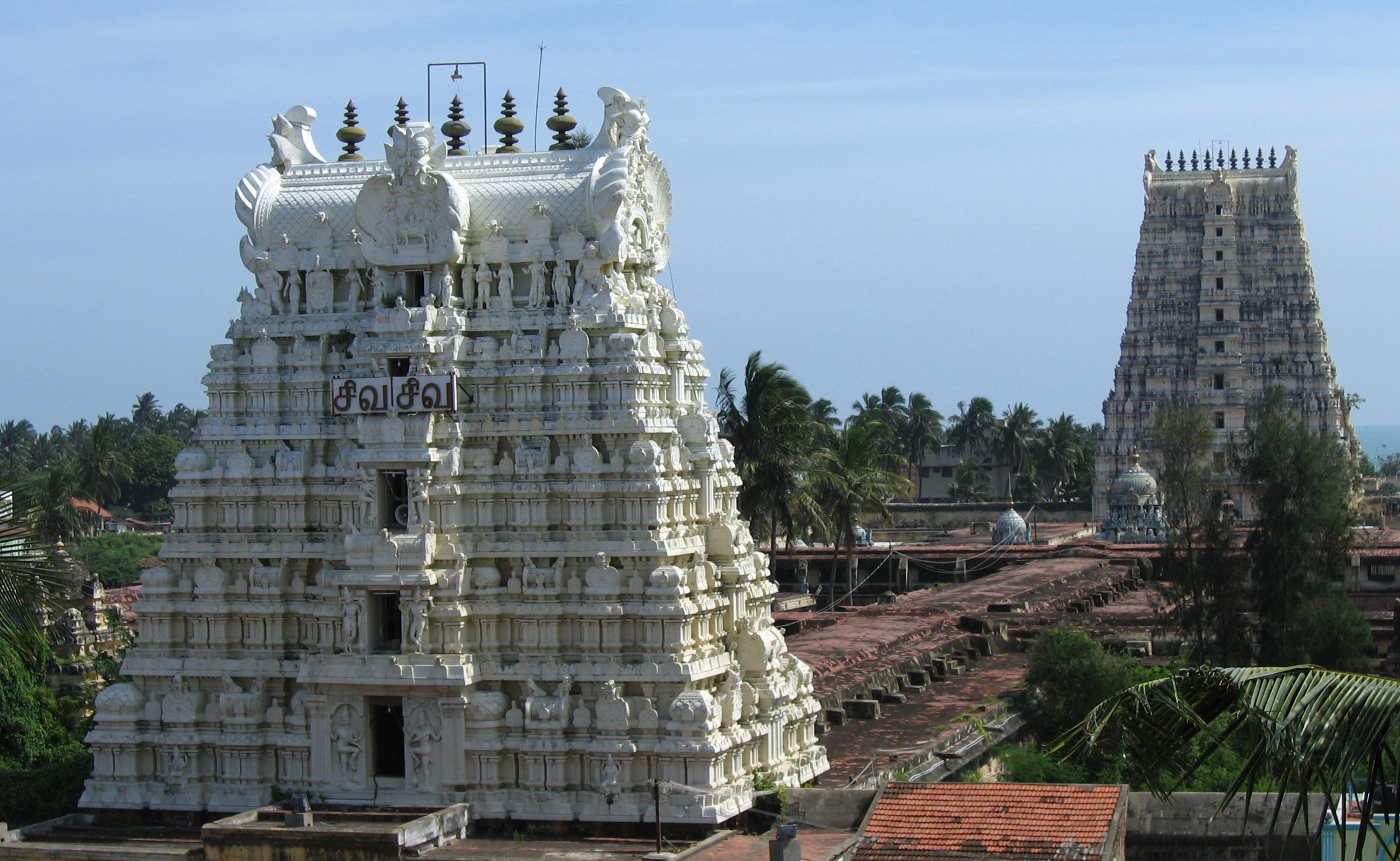
Ramanathaswami-Tempel in Rameswaram